# Montigny-le-Franc
Montigny-le-Franc é uma comuna francesa na região administrativa de Altos da França, no departamento de Aisne. Estende-se por uma área de 9,9 km². Em 2010 a comuna tinha 141 habitantes (densidade: 14,2 hab./km²).